# Hydrillodes lophopododes
Hydrillodes lophopododes är en fjärilsart som beskrevs av Louis Beethoven Prout. Hydrillodes lophopododes ingår i släktet Hydrillodes och familjen nattflyn. Inga underarter finns listade i Catalogue of Life.